# Гравелона Точе
Гравелона Точе (итал. Gravellona Toce) је насеље у Италији у округу Вербано-Кузио-Осола, региону Пијемонт.
Према процени из 2011. у насељу је живело 7077 становника. Насеље се налази на надморској висини од 214 м.

## Становништво
| 1936. | 1951. | 1961. | 1971. | 1981. | 1991. | 2001. | 2011. |
| ----- | ----- | ----- | ----- | ----- | ----- | ----- | ----- |
| 3.948 | 4.331 | 4.725 | 6.526 | 7.866 | 7.854 | 7.539 | 7.751 |